# Donald Healey
Pour les articles homonymes, voir Healey.

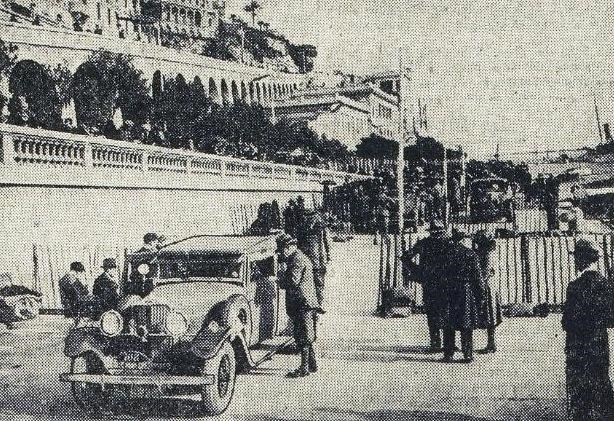
Rallye Monte Carlo 1931, vérifications sur le quai de Plaisance de Monaco, à l'arrivée des voitures.

Donald Mitchell Healey, né le 3 juillet 1898 et décédé le 13 janvier 1988 , est un pilote de rallye anglais, ingénieur automobile, dirigeant de sociétés et détenteur de record de vitesse.

## Biographie
Né à Perranporth, une plage surélevée de Cornouailles, Healey s'intéresse à la mécanique à un âge précoce, et plus particulièrement dans le domaine de l'aviation.
Après avoir quitté l'école, il rejoint la Sopwith Aviation Company comme apprenti à son usine de Kingston upon Thames, travaillant également dans les hangars de Sopwith, proches de l'aérodrome de Brooklands et d'un circuit de course. Au début de la Première Guerre mondiale, il se porte volontaire dans le Royal Flying Corps (RFC), et obtient son brevet de pilote d'avions en 1916. Il sert alors dans la patrouille anti-Zeppelin, et aussi comme instructeur de vol.
Abattu par la défense anti-aérienne britannique par erreur lors du retour de l'une des premières missions de bombardiers de nuits de la guerre, il est réformé de la RFC à l'âge de 18 ans pour blessure. Il retourne en Cornouailles et prend des cours par correspondance dans le domaine de la mécanique automobile.
Après la guerre, il ouvre le premier garage de Perranporth.

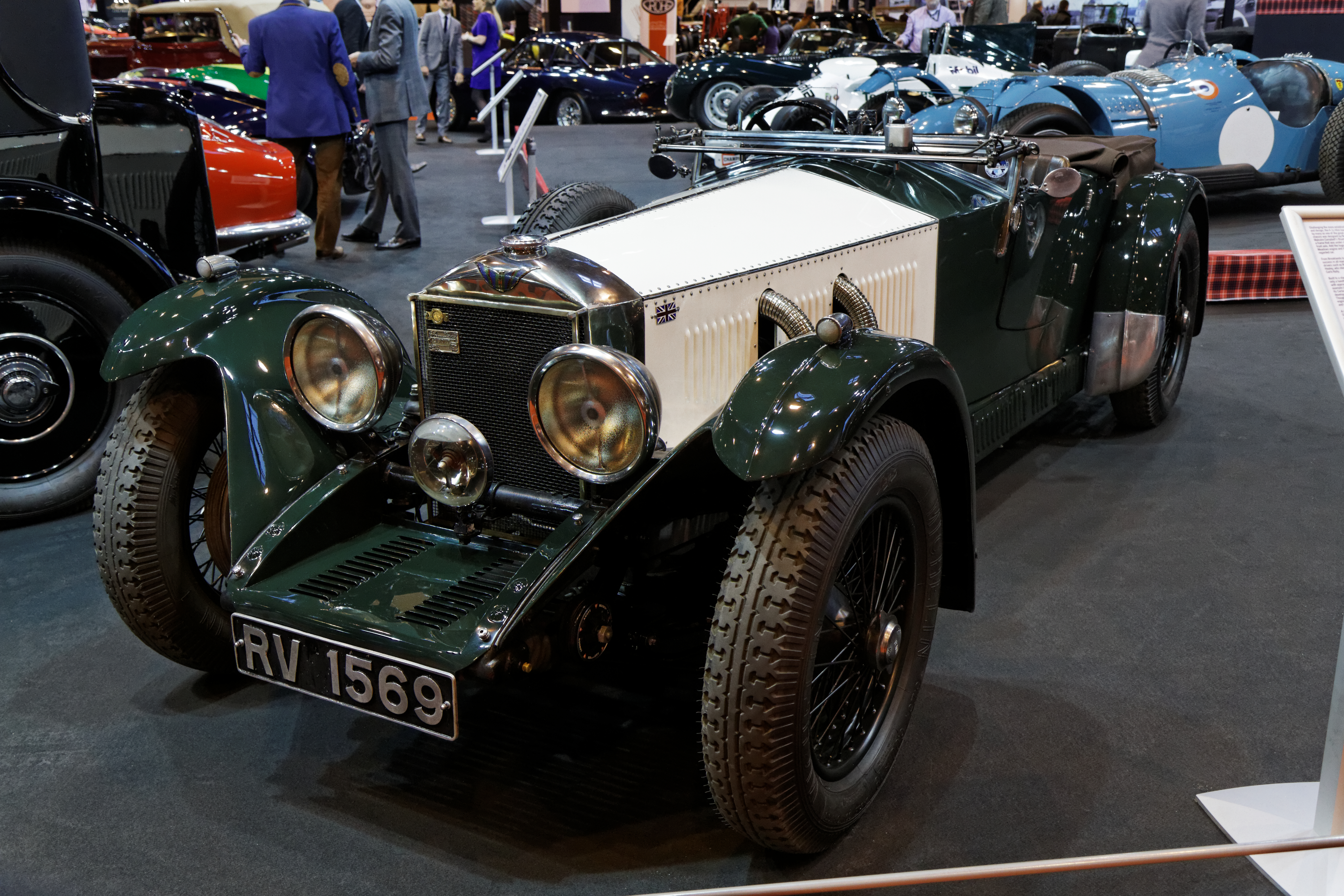
Une Invicta 4½ L. S Low Chassis de 1932.

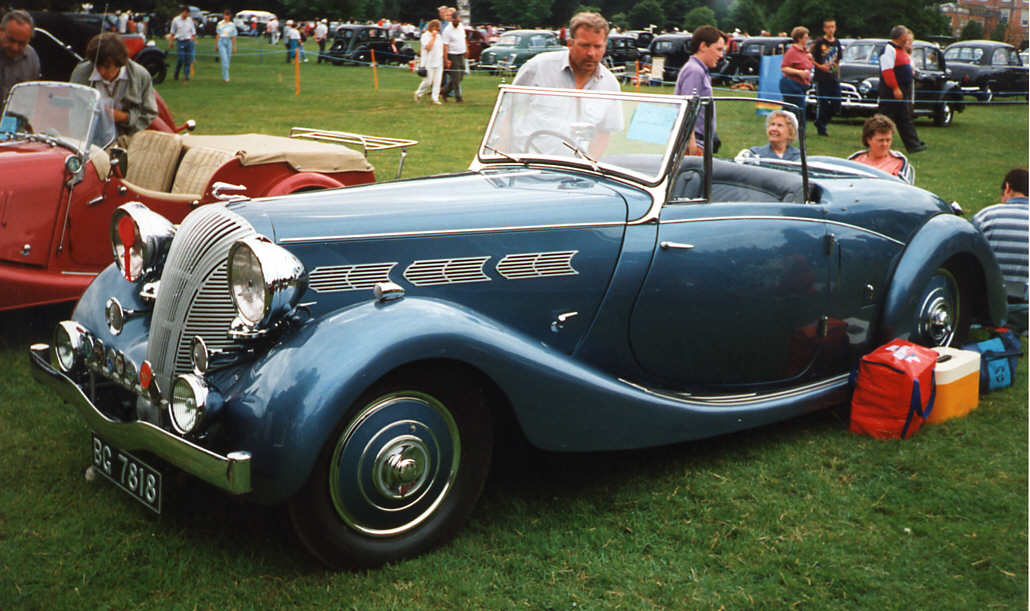
La Triumph Dolomite Roadster 14/65 (1937-1939), créée par D.Healey.

En 1931, il remporte le Rallye Monte-Carlo au volant d'une Invicta 4,5 L, après être parti de Stavanger en Norvège. Il avait déjà participé au rallye en 1929, et fut classé dans les huit premières places en 1932 (2e), 1934 (3e), et 1936 (7e). Toujours en janvier 1931, il gagne encore la course de côtes du Mont des Mules à Monaco sur son Invicta.
En 1932, Healey remporte la classe des voitures de sport lors des Brighton Speed Trials, la plus ancienne course automobile reconnue au monde, sur Invicta, dans un temps de 28,8 secondes sur un demi-mile.
De 1931 à 1936, il remporte 4 Gletscherpokale (Coupe des Glaciers), dans l'Österreichische Internationale Alpenfahrt : 2 sur Invicta (1931 et 1932), et 2 sur Triumph (1934 et 1936). Il est le seul à réussir cet exploit, subjuguant dès sa première apparition début août 1931 Albert Rousset le Président de l'Automobile Club de Marseille Provence qui décide alors de créer un pendant français à l'épreuve dès le 14 juillet 1932. Entre 1931 et 1936, il dispute aussi la Coupe Internationale des Alpes par trois fois, sans jamais être pénalisé (gagnant la course de côte du Col du Stelvio montée à l'occasion en 1932, sur son Invicta).
Il acquiert dans le même temps une solide réputation comme ingénieur-consultant et concepteur de carrosseries, et est nommé directeur général de la Triumph Motor Company en 1931. Il a ainsi contribué à la création des modèles « Croix du Sud » et « Dolomite 8 » de la marque.
Pendant la Seconde Guerre mondiale, Healey est chargé du développement d'un carburateur avion pour le ministère des transports, et travaille également avec Humber sur des modèles de voitures blindées.
En 1945, il crée la Donald Healey Motor Company Ltd, basée dans un vieux hangar de la RAF à Warwick. En 1949, il établit un accord avec George W. Mason, le président de Nash Motors de l'époque, pour construire des voitures de sport propulsées par Nash. La première série -2 places- est construite en 1951, conçue par Healey. Le moteur de la Nash-Healey est le 6 cylindres de la gamme des Nash Ambassador, véhicule avec une carrosserie en aluminium et un châssis Silverstone. En 1952, Pininfarina prend le relais pour une nouvelle carrosserie, en acier trempé cette fois.
Sa société développe également l'Austin-Healey et l'Austin-Healey Sprite en 1952 et 1959, sous licence avec British Motor Corporation.
Elle participe aux 24 Heures du Mans de 1951 à 1953, puis de 1960 à 1970, en tant qu'écurie propre et motoriste avec Nash.
En 1949, Healey finit 2e du rallye International des Alpes Françaises, avec pour copilote Ian Appleyard, sur une Silverstone Healey (l'équipage est 1er de classe en 3 000 cm3).
En 1970, Healey devient président de Jensen Motors, avec le soutien des distributeurs américains d'Austin-Healey. C'est le début d'une longue et fructueuse collaboration pour Healey, Jensen ayant déjà réalisé des coquilles de caisses pour l'Austin-Healey en 1952, similaires à celles des Austin A40 Sports.
Donald Healey meurt à Perranporth en 1988, à l'âge de 89 ans.
En 1921, il avait épousé Ivy Maud James dont il eut trois fils. Geoffrey, né en 1922, ancien élève de la Warwick School, a écrit plusieurs livres sur les voitures et un sur son père, qui acheta les 11 hectares du domaine de Trebah (en) près de Falmouth en 1961, pour y effectuer de nombreux projets ambitieux, y compris la construction de serres commerciales pour la production d'orchidées, et la démolition du revêtement en béton de la plage de Polgwidden Cove, construit comme tremplin pour des bâtiments maritimes lors du D-Day, jusqu'à sa vente en 1971.

## Distinctions

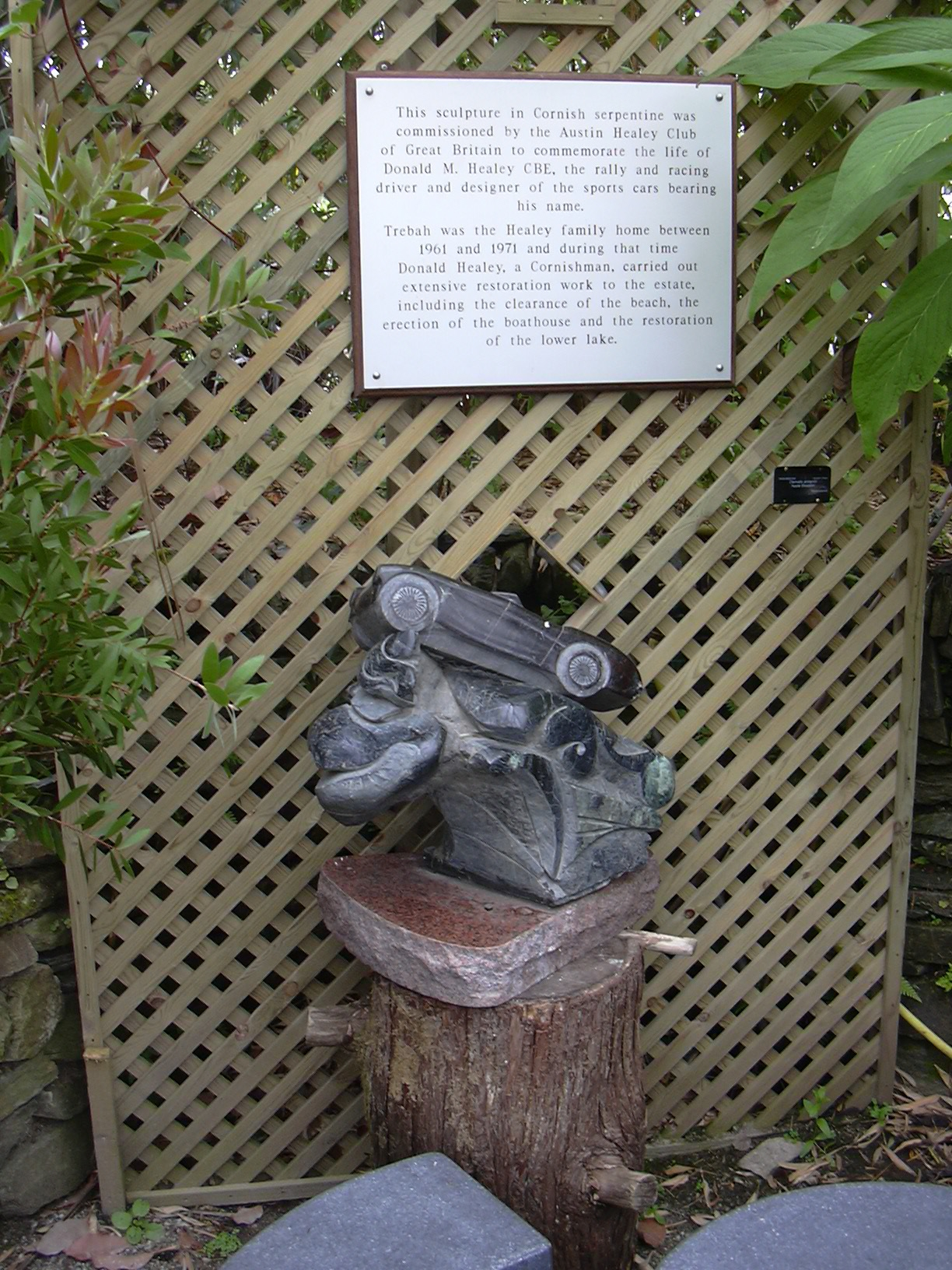
Le mémorial Healey et sa plaque commémorative, aux Trebah Gardens de Cornouailles.

- En 1962, il reçoit la Médaille de l'Éducation Physique et des Sports (1re classe) à Monaco, des mains du prince Rainier III.

- Pour importants Services rendus dans le commerce d'exportation, Healey est fait commandeur de l'Ordre de l'Empire britannique (CBE) par la reine Élisabeth II, en 1973.

- En 1996, il est intronisé au Hall of Fame mondial du sport automobile.

## Records de vitesse[2]
(à Bonneville Salt Flats)
- 22 août 1954: 1 000 miles, à 242,963 km/h de moyenne sur Austin-Healey de Groupe 1 et Classe 8 (avec G.E.T. Eyston, Shelby, Morris et Goodall).
- 23 août 1954: 6 Heures, à 214,139 km/h de moyenne sur Austin-Healey (avec G.E.T. Eyston, Shelby, Morris et Goodall).
- 23 août 1954: 12 Heures, à 213,190 km/h de moyenne sur Austin-Healey (avec G.E.T. Eyston, Shelby, Morris et Goodall).
- 23 août 1954: 24 Heures, à 212,900 km/h de moyenne sur Austin-Healey (avec G.E.T. Eyston, Shelby, Morris et Goodall).
- 24 août 1954: 100 km, à 248,837 km/h de moyenne sur Austin-Healey.
- 24 août 1954: 100 miles, à 250,977 km/h de moyenne sur Austin-Healey.
- 24 août 1954: 1 Heure, à 252,619 km/h de moyenne sur Austin-Healey.

(puis le 16 août 1956 il supervise uniquement Shelby, Eyston, Morris, Goodall, Jackson et Moore à Bonneville)

## Remarque
- François Fillon, lui-même pilote sur circuit occasionnel et membre du comité directeur du circuit du Mans et de l'ACO, est un amateur notoire des modèles Austin Healey.

## Sources
- (en) Cet article est partiellement ou en totalité issu de l’article de Wikipédia en anglais intitulé « Donald Healey » (voir la liste des auteurs) dans sa version du 16 juillet 2011.